# Volby do Evropského parlamentu na Maltě 2009
Volby do Evropského parlamentu 2009 na Maltě proběhly v sobotu 6. června 2009. Na základě jejich výsledků bylo zvoleno pět maltských zástupců v Evropském parlamentu s mandátem do roku 2014.

## Výsledky voleb
| Politická strana         | Politická strana                             | Evropská politická strana    | Počet hlasů | Hlasy v % | +/- (v %) | Mandáty | +/- (v %) |
| ------------------------ | -------------------------------------------- | ---------------------------- | ----------- | --------- | --------- | ------- | --------- |
|                          | Labouristická strana, Partit Laburista       | Strana evropských socialistů | 135 917     | 54,77%    | ▲ +6,35%  | 3       | ▬ ±0      |
|                          | Nacionalistická strana, Partit Nazzjonalista | Evropská lidová strana       | 100 486     | 40,49%    | ▲ +0,73%  | 2       | ▬ ± 0     |
|                          | Ostatní strany                               | Ostatní strany               | 11 766      | 4,74%     | ▼ -7,08%  | 0       | ▬ ±0      |
| Platných hlasů           | Platných hlasů                               | Platných hlasů               | 248 169     | 97,69%    | ▼ -0,33%  | 5       | ▬ ± 0     |
| Neplatné / Prázdný hlasů | Neplatné / Prázdný hlasů                     | Neplatné / Prázdný hlasů     | 5 870       | 2,31%     | ▲ +0,33%  | -       | ▬ ±0      |
| Dohromady                | Dohromady                                    | Dohromady                    | 254 039     | 78,79%    | ▼ -3,60%  | 5       | ▬ ±0      |